# Національний архів Фінляндії
Націона́льний архів Фінля́ндії (фін. Kansallisarkisto, швед. Riksarkivet i Finland, англійською мовою назва тільки у множині англ. The National Archives of Finland) — орган державної влади Фінляндії, який до 1994 року мав статус Державного архіву. До 2017 року утворював разом із сімома іншими провінційними архівами Державну архівну службу Фінляндії. Національний архів знаходиться у підпорядкуванні міністерства освіти і культури Фінляндії.
Архівне відомство Фінляндії перебуває у підпорядкуванні міністерства освіти і науки. Воно складається з Національного архіву Фінляндії та семи провінційних архівів, що, безпосередньо, підпорядковуються йому. Основне завдання Архівного відомства — забезпечити зберігання документів як частини національної культурної спадщини та сприяти їх науковому використанню. Крім цього, Архівне відомство займається питаннями дослідження і розвитку архівної справи.
Національний архів є консультативним органом з питань геральдики. Він затверджує геральдичні символи держави, муніципалітетів і церкви, друку відомств і, наприклад - на судах і у військових частинах використовуються прапори. Бібліотека Національного архіву є спеціалізованою бібліотекою з архівної справи, геральдики і сфрагістики.Установа також активно співпрацює з архівними установами інших країн у рамках європейських програм цифровізації та збереження історичної спадщини.

## Історія заснування

### Історична довідка
Відправною точкою Національного архіву стало заснування Архіву Сенату у 1816 році. Перші фонди надійшли зі Стокгольма, де зберігалися документи, які і стосувалися Фінляндії, і звідти, згідно з умовами мирного Фредріксгамнського договору, вони повинні бути переміщені до самої Фінляндії. Спочатку архів слугував для адміністративних цілей. Архів Сенату було відкрито для відвідувачів у 1859 році. У 1869 році назва Архіву Сенату змінилася на Державний архів, а з 1994 року архів носить нову назву — Національний архів Фінляндії.
У 2008 році Військовий архів та архів Державної Ради увійшли до складу Національного архіву.
З 1 січня 2017 року змінилася структура державної архівної служби Фінляндії. Основна структурна зміна стосується скасування системи провінційних архівів. Національний архів Фінляндії і сім провінційних архівів об'єднуються в єдиний орган державного управління — Національний архів.

### Архіваріуси і директора Державного архіву
Назва посади державного архіваріуса змінилася на - генерального директора Державної архівної служби, у 1992 році. До посади директора все ще входить почесне звання державного архіваріуса. Раніше у державного архіваріуса було звання професора.
Архіваріусами і директорами державного архіву були:
- К. А. Бомассон (1880—1883)
- Рейнхольд Хаусен (1883—1916)
- Лео Хармай (1916—1917)
- Й. В. Руут (1917—1926)
- Каарло Бломстедт (1926—1949)
- Юрьйо Нурма (1949—1967)
- Мартті Керкконен (1967—1970)
- Туомо Полвінен (1970—1974)
- Тойво Палопоскі (1974—1987)
- Вейкко Літцен (1987—1996)
- Карі Таркіайнен (1996—2003)
- Юссі Нуортев (2003-)

### Періоди історії головної будівлі національного архіву
Будівля Національного Архіву побудовано в стилі Неокласицизму. Архів на початку працював в будівлі Сенату (в даний час — будівля Державної ради), звідки він переїхав у власне приміщення на Рауханкату у 1890 році. Вперше у всій Скандинавії і Російської імперії будівля була побудована саме як архівне приміщення. Архітектором будівлі став Густав Нюстрьом, на якого вплинуло побудовані кілька десятиліть тому будівлі бібліотеки Британського музею і Національної бібліотеки в Парижі. Нововведенням в будівлі були пожежобезпечні конструкції з чавуну і відокремлені один від одного брандмауерами відсіки, між якими стояли армовані двері, що закривалися автоматично. У 1950-ті роки чавунні перегородки замінили на бетонні, адже постало питання щодо пожежної безпеки чавунних перегородок. Старий читальний зал архіву все ще містить у собі чавунні структури.
У фасаді головної будівлі було використано багато скла, оскільки до 1909 року в будівлі не було проведено штучного освітлення. Усе світло надходило з вікон і проникало через всю будівлю крізь чавунні сітки. Під час Війни — на двір Банку Фінляндії впала радянська авіабомба, внаслідок чого велика частина вікон розбилася.
Будівля Національного архіву розширювалася тричі. У 1928 році було побудовано крило по вулиці Снелманнінкату. Роботи велися за кресленнями Магнуса Шерфбека. У 1950-ті роки була роздроблена скеля для забезпечення внутрішньоскельного зберігання документів. Остання прибудова була завершена у 1972 році. Йдеться про новий читальний залі, фоє, кафетерій Café Hausen і додаткове крило для фондосховища, зробленими за кресленнями архітектора Олофа Хансона.
Скульптура «Мудра миша» за авторства Юркі Сіуконена (Jyrki Siukonen, Viisas hiiri) з'явилася на сходах Національного архіву у 2000 році. Робота стала результатом одного з 9 проектів серії «Зупинися і подивися», реалізованої в рамках Року культури.

## Структура
Керівником Національного архіву є генеральний директор, який має звання державного архіваріуса. Помічниками генерального директора є радники і адміністративний директор. У структуру архіву входять відділ класифікації і зберігання документів, науково-довідковий відділ, відділ наукових досліджень і розробок та відділ забезпечення діяльності. У Національному архіві працює приблизно 240 чоловік. Філії Національного архіву є в містах Гельсінкі, Вааса, Інарі (Саамский архів), Йоенсуу, Міккелі, Оулу, Турку, Гямеенлінна і Ювяскюля. Адміністративне управління відомства здійснюється в м. Гельсінкі в головній будівлі, за адресою Рауханкату, буд.17.
Відділ класифікації і зберігання документів приймає, набуває і розміщує фонди, перевіряє їх доступність та безпеку. До завдань відділу входить: розміщення архівів органів державного управління, придбання приватних архівів, сканування документів, реставрація та координація роботи архівного сектора в Національній електронній бібліотеці. Відділ піклується про те, щоб документи, що знаходяться на постійному зберіганні, правильно зберігалися.
Відділ наукових досліджень і розробок сприяє співробітництву з науковими спільнотами та відповідає за науково-дослідну роботу архіву. До завдань відділу також входить управління електронним документообігом в органах державної влади, вітчизняне і зарубіжне науково-дослідницьке та архівне співробітництво, видавнича діяльність, нормотворчість, організація перевірок та навчань, підтримка системи прийому і обслуговування електронних документів «VAPA».
Відділ забезпечення діяльності відповідає за планування і контроль, надає підтримку усім відділам архіву. Також, до обов'язків відділу відносять стратегічне планування діяльності, результативне управління, кадрове та фінансове забезпечення, інформаційне та технічне забезпечення, юридичний супровід та міжнародна діяльність.
З лютого 2012 року структурним підрозділом Національного архіву Фінляндії є Саамський архів (Інарі), завданням якого є підтримка і сприяння науковим дослідженням саамської тематики, а також зміцнення і збільшення історичного знання про саамів і саамську культуру.

## Приміщення
У Гельсінках Національний архів має у своєму розпорядженні чотири будівлі і приміщення для зберігання документів на 128 полицекілометрах. Головна будівля з двома читальними залами знаходиться на Рауханкату (Rauhankatu, 17). Філія на Халлітускату (Hallituskatu, 3) має у своєму розпорядженні один читальний зал. У філіях на Сілтавуоренранта (Siltavuorenranta, 16) та на Сьорняйнен (Työpajankatu, 6) обслуговування відвідувачів не проводиться. Основна робота дослідників організована в головній будівлі філії на Халлітускату.

## Фонди

### Приклади документів, що знаходяться на зберіганні в Національному архіві
Одним із ранніх документів Національного архіву є захисна грамота жінкам Карелії, підписана шведським королем Біргером і датована 1316 роком. Цей пергамент є свідченням того, що король Швеції вважав Карелію своєю територією ще за десять років до укладення Оріховського миру. Центральними архівними колекціями часів Шведського панування є документи фогтів і списки населення, рішення судів, фонди парафій і геодезичного нагляду. Ці документи являють собою великий комплекс особливо потрібних для генеалогії.
Джерелами відомостей про Фінляндію за часів автономії (1809—1917 рр.) в першу чергу, є документи фінських центральних органів влади, фонди Статс-секретаріату Великого князівства Фінляндського і канцелярії Фінляндського Генерал-губернатора. Архівні фонди фінських військ теж знаходяться на зберіганні в Національному архіві.
Центральними архівними колекціями початку XX століття є документи громадянської війни, радянсько-фінської війна 1939—1940 рр.(у фінській історіографії Зимова війна) і радянсько-фінляндської війни 1941—1944 рр. (так звана Війна-продовження). Документи останніх війн займають приблизно 20 полиць.
Національний архів зберігає також особисті архіви багатьох видатних осіб. Це, наприклад, архіви всіх Президентів Фінляндії (крім архіву президента Урго Кекконена, який знаходиться в Оріматтіла), приватні фонди композиторів і художників.

### Карти
Колекція карт датується з 1600-го року. Карти служили спочатку фіскальним цілям. Найбільш важливими картографічними матеріалами є, наприклад карти земельних повітів, карти Сенату і новітній архів Національної земельної служби, який містить понад мільйон карт усіх куточків Фінляндії починаючи з XVIII до кінця XX століття.

### Де можна отримати інформацію про документи, які зберігаються в Національному архіві?
Arkistojen Portti — так звані ворота в Архіви. Інформаційно-освітній портал Портті, який створений для ознайомлення користувачів з джерелами архівної інформації. Портал містить опис колекцій архівних документів і надає інформацію про те, де і як з цими колекціями можна ознайомитися.
Вакка — база архівних даних є доповідним путівником по фондах архіву і містить опис всіх фондів і переліки архівних документів до одиниць зберігання включно. Тільки документи військового відомства описані в реєстрі Аарре. Найбільш використовувані документи оцифровані і мільйони сторінок справ вже знаходяться в Електронному архіві. Оцифровані документи подаються для ознайомлення, в тому числі на домашньому комп'ютері. Пошукова система Електронного архіву проста у використанні, але працює фінською мовою.

### Хто може вивчати документи Національного архіву?
Національний архів є публічним та відкритим для всіх. Спеціального дозволу для входу в будівлю архіву або роботи з документами не потрібно. Матеріали відкриті і надаються всім зацікавленим користувачам на безоплатній основі. Робота з певними видами документів може передбачати отримання спеціального дозволу, яке оформляється в читальному залі. Наприклад, обмеження можуть стосуватися документів особистих архівів, використання яких обумовлюється договором передачі на зберігання або поганий фізичний стан документа. Треба окремо відзначити, що оригінали оцифрованих документів видаються в окремих випадках. В Електронному архіві міститься більше 40 000 000 файлів, і цілком можливо, що потрібний документ можна переглянути через свій домашній комп'ютер.

### Як робиться замовлення документів?
Прибувши в архів, користувач вибирає необхідні документи архіву за допомогою науково-довідкового апарату, архівних описів, каталогів. Заздалегідь з ними можна ознайомитися у Вакка — база архівних даних. Замовлення документів для роботи в читальному залі оформляється в електронному вигляді на комп'ютерах читального залу або з домашнього комп'ютера (потрібна попередня реєстрація в системі) через загальну службу замовлень документів, довідок і свідоцтв Астія. Через цю службу відбувається платне замовлення на доставку документів з інших архівів, подається запит на роботу з документами обмеженого використання і замовлення на виготовлення копій документів.
Документи, які замовлені в читальному залі до 14:30 і знаходяться на зберіганні в головній будівлі на Рауханкату, доставляються в той же день. Документи, що зберігаються в інших будівлях (Сілтавуоренранта і Сьорняйнен), надходять на наступний будній день. За окрему плату здійснюється доставлення документів з інших архівів. Співробітники читальних залів допомагають при необхідності оформити вимогу на замовлення документів. Обслуговування в читальному залі ведеться фінською, шведською та англійською мовами.

### Як правильно давати посилання на документ Національного архіву Фінляндії?
У зв'язку з організаційними змінами з початку 2017 року державна архівна служба Фінляндії змінює назву на Національний архів Фінляндії. Провінційні архіви стають частиною нової державної структури. Для правильного оформлення посилання на джерело необхідно вказувати місцем зберігання документа Національний архів Фінляндії — Kansallisarkisto, і за ним по порядку відомості фонду і документа.
Приклад: Раніше посилання на документ з провінційного архіву Міккелі (абревіатура MMA) давалася наступним чином: MMA, Lappeenrannan piirilääkäri DA: 12, Lääkintöhallitukselle, vastaus kiertokirjeeseen 327. З 2017 року місцем зберігання документа слід вказувати Національний архів Фінляндії (абревіатура фінською мовою KA): KA, Lappeenrannan piirilääkäri DA: 12, Lääkintöhallitukselle, vastaus kiertokirjeeseen 327.

## Бібліотека Національного архіву
Бібліотека Національного архіву є науково-спеціалізованої загальнодержавної бібліотекою з архівної справи, дипломатики, геральдики та сфрагістики. У фондах бібліотеки міститься значна колекція наукової літератури, що надає підтримку фундаментальних досліджень, в тому числі з історії Фінляндії.
Бібліотека Національного архіву надає необхідну літературу для досліджень у сфері архівної справи і джерелознавства, виконує функції щодо задоволення інформаційних потреб різних груп користувачів архівної служби. Бібліотека відповідає за забезпечення необхідною літературою та іншими інформаційними матеріалами в Національному архіві, так і в науково-довідковому обслуговуванні. Бібліотека Національного архіву є єдиною в своїй галузі науково-спеціалізованою бібліотекою в єдиній національній бібліотечної мережі Фінляндії.
Фонд бібліотеки Національного архіву налічує близько 82 тис. одиниць зберігання вітчизняної та іноземної літератури, а також 200 найменувань вітчизняних та іноземних періодичних видань. Поряд з різноманітною літературою з архівної справи, науковими матеріалами та збірками документів з історії Фінляндії та інших країн, протягом багатьох десятиліть фонд бібліотеки поповнювався книгами з геральдики та сфрагістики. Крім науково-довідкових, джерелознавчих та офіційних публікацій в бібліотеці є література з історії, юриспруденції, державного управління та суспільствознавства Фінляндії та сусідніх країн, література з краєзнавства, генеалогії, а також серії біографічних видань. Бібліотека має в своєму розпорядженні колекцією книг російською мовою, що містить, головним чином, літературу з архівної справи, геральдиці і історії Росії. У бібліотеці є важлива, з позиції історичних досліджень, колекція друкованих книг, виданих до 1850 року.
Фонди бібліотеки комплектуються вітчизняною і іноземною літературою з архівної справи, діловодства та роботи з архівами. Виходячи з можливостей, до фондів бібліотеки купується література з досліджень історії Фінляндії. Значна частина літератури з генеалогії та топографії надходить до фонду на безоплатній основі.
Починаючи з 2006 року дані про вітчизняні та іноземні матеріали, що надходять до фондів бібліотеки Національного архіву, заносяться в єдиний Електронний каталог науково-спеціалізованих бібліотек.
ERKKI — Erikoiskirjastojen tietokanta, підтримуваний Національною бібліотекою Фінляндії. Доступ до каталогу можливий з будь-якого комп'ютера, що має доступ до мережі Інтернет. В даний час бібліографічні дані на всі види літератури з відкритого фонду бібліотеки Національного архіву, а також на велику частину вітчизняних і іноземних періодичних видань внесені в електронний каталог. Частково в каталог внесені дані про матеріали із закритого фонду.

## Інші послуги
Запити.
Національний архів здійснює послуги з виконання тематичних запитів, надання копій архівних документів. Основна частина запитів виконується на платній основі. Архів не займається генеалогічними дослідженнями. При складанні запиту про приватну особу, необхідно вказати власні дані, ім'я, прізвище і дату народження шуканого особи, а також по можливості будь-яку інформацію, що сприяє виявленню даних. Запит можна відправити на фінською, шведською, англійською та російською мовами поштою на поштову адресу Національного архіву або електронною поштою kirjaamo [@] arkisto.fi.
Екскурсії.
Для груп організовуються екскурсії по архіву. Екскурсії проводяться фінською, шведською та англійською мовами. Екскурсія проводиться безкоштовно, якщо організовується в години роботи Національного архіву. У дні роботи виставки вхід в виставковий зал вільний. Інформацію про майбутні або віртуальні виставки можна дізнатися на сайті Національного архіву.
Фотографування та сканування.
У читальних залах Національного архіву Фінляндії користувачам надається можливість зробити фото документів, як за робочим столом будь-якого читального залу, так і в відведеному для фотографування приміщенні читального залу зі столом, що має кріплення з бічними світловими лампами. Фото можливе своїм апаратом, але без спалаху.
Користувачі можуть самостійно відсканувати необхідні документи на сканері, що знаходиться в зоні обслуговування відвідувачів співробітниками науково-довідкового відділу. Для підготовки сканування документів є рукавички, інформація про якісь цифрових копій, а також інструкція із сканування для подальшого збереженням на флешкарту.

## Публікації
Національний архів Фінляндії публікується в друкованому вигляді, цифровому форматі або у вигляді електронного видання результати власних науково-дослідних проектів, досліджень в галузі архівної справи, а також досліджень в галузі вітчизняної історії. Національний архів веде співпрацю з іншими організаціями у видавничій діяльності, а також випускає збірки наукових статей і документів, монографії та інші видання. Зі списком публікацій та їх електронними версіями можна познайомитися на сайті Національного архіву Фінляндії.
Національний архів випускає журнал, який з 2009 року має назву «Akti» (Справа). Примірники журналу можна переглянути на сайті Національного архіву в PDF-форматі. Журнал виходить тричі на рік. Його цільовою аудиторією є як фахівці архівної справи, так і всі зацікавлені особи. Примірники журналу можна переглянути на сайті Національного архіву в PDF-форматі. Журнал виходить тричі на рік. Його цільовою аудиторією є як фахівці архівної справи, так і всі зацікавлені особи.

## Інші джерела

### Загальна інформація
- Сайт Національного архіву Фінляндії
- Національний архів Фінляндії у Фейсбук
- Журнал «АКТІ»

### Служби
- Контактні дані та час роботи
- Виставки

### Бази даних та інтернет-ресурси, що підтримуються Національним архівом
- Служба ASTIA. Електронна служба замовлень справ в читальні зали, копій документів. Використання з домашнього комп'ютера передбачає реєстрацію.

- Ворота в Архівні фонди «Arkistojen Portti». Інформація про архівні колекції.

- Електронний архів.Електронна система, що забезпечує зберігання і надання якісних електронних документів. Відскановані документи з обмеженням по використанню (käyttörajoitettu, näyttörajoitettu) надаються по внутрішній мережі всіх читальних залів Національного архіву. На сторінках розміщуються, в тому числі статистичні огляди з скануванням документів за тиждень, технічні вимоги архіву, що пред'являються до сканування, керівництво з використання Електронного архіву.

- Вакка- база даних. Основна база архівних фондів Головна база архівних фондів до одиниць зберігання включно.

- AARRE-реєстрація архівів. Реєстрація архівних даних Міністерства Оборони.

- Diplomatarium Fennicum.Оновлена база даних із середньовічних документальних джерел Фінляндії. Бета-версія запущена 01.10.2016 року.

- Europeana Heraldica. База даних з геральдики Північних країн на 14 мовах. Контекстний пошук.

- Karjala-tietokanta. База даних містить метричні книги території так званої відчуженої Карелії. Датування документів починається з 1600-х рр. Контекстний пошук.

- ERKKI-база даних Бібліотечного фонду Національного архіву Фінляндії.

- Військові втрати з 1914 по 1922 рр. у Фінляндії фінською, шведською та англійською мовами.

- Полеглі у війнах з 1939 по 1945 рр. у Фінляндії фінською та шведською мовами.

- Долі військовополонених і інтернованих у Фінляндії 1939—1955 рр. російською, фінською, шведською, німецькою та англійською мовами.

- Venäläiset tietokannat -wiki. Супровід по документах, що стосуються історії Фінляндії в російських архівах, документах, отриманими Національним архівом Фінляндії та архівної співпраці.

- Інтернет-портал «DOCUMENTA CARELICA» — спільний портал Національного архіву Фінляндії та Національного архіву Республіки Карелія, що розширює можливості знайомства і використання архівних документів, що стосуються історії Карелії.